# Посланник
Посланник — глава дипломатической миссии одной державы (государства) в другой (другом), миссии второго уровня, сразу после посольства. 
Исторический титул — «чрезвычайный посланник и полномочный министр» (фр. envoyé extraordinaire et ministre plénipotentiaire); титул, оформившийся в XX веке, — «Чрезвычайный и Полномочный Посланник».

## Международно-правовой статус
Ранг дипломата-посланника описывает статья 14 Венской конвенции о дипломатических сношениях; посланник считается дипломатическим агентом 2-го класса, вслед за классом послов, и наделён всеми правами и привилегиями главы дипломатической миссии. Возглавляя миссию, аккредитуется при главе государства пребывания, вручая ему верительную грамоту, подписанную главой аккредитующего государства.

## История

### В дореволюционной России
В дореволюционной России посланник, как представитель постоянных дипломатических миссий за рубежом, был дипломатическим агентом 2-го ранга и состоял в 3 классе по должности. Чрезвычайные посланники и полномочные министры аккредитовывались от главы государства к главе государства и вручали свой кредитив (верительная грамота) в торжественной аудиенции, но с меньшим парадом, чем дипломат первого класса. Наравне с послами пользовались титулом «превосходительства», но только из вежливости.

### В СССР
В Союзе ССР дипломатические представители высшего ранга именовались «Полпредами» (полномочными представителями) вплоть до мая 1941 года. Ранг посланника для дипломатов был введён Указом Президиума Верховного Совета СССР, от 9 мая 1941 года, с официальным титулом «Чрезвычайный и Полномочный Посланник». Уже в 1948 году МИД СССР стал присваивать посланникам категории 1-го или 2-го класса.